# Erik Johansson (futbolista)
|  | No s'ha de confondre amb Erik Johansson. |

Erik Johansson (nascut el 30 de desembre de 1988) és un futbolista professional suec que juga pel Copenhagen com a defensa.

## Carrera

### Falkenbergs FF
Johansson va començar la seva carrera al Falkenbergs FF de la Superettan el 2008 quan va ser ascendit al primer equip. Durant la seva primera temporada fou un suplent habitual, tot i que va ser titular en 10 partits dels 23 disputats. A la Superettan 2009 Johansson ja s'havia establert com a titular, i va jugar 27 dels 30 partits possibles, tots ells com a titular. Jugava com a migcampista, i va marcar 4 gols. Els gols van augmentar fins a 7 la temporada 2010, també amb 27 partits disputats amb el Falkenberg. La temporada 2011 Johansson va jugar 21 partits, i va marcar 6 gols, abans de ser traspassat al club GAIS de l'Allsvenskan.

### GAIS
Johansson fou traspassat al GAIS l'1 de setembre de 2011. El club va considerar que era millor que hi jugués com a defensa en comptes de com a migcampista. VA jugar 7 partits i va marcar un gol en la seva primera temporada a l'Allsvenskan. La temporada 2012 va jugar 27 partits sobre 30 possibles i hi va marcar 4 gols. El GAIS va descendir a la Superettan al final de la temporada. Johansson fou triat el jugador de la temporada pel GAIS el 2012.

### Malmö FF
El 12 de desembre de 2012, Johansson fou presentat com a jugador del Malmö FF. Va ingressar al club l'1 de gener de 2013 quan es va obrir el mercat de fitxatges a Suècia. Johansson va signar un contracte de tres anys, fins al final de la temporada 2016. Durant la seva primera temporada al club Johansson va disputar 17 partits de lliga, bàsicament substituint Filip Helander durant la mitja part de la temporada en què estava lesionat. Johansson va marcar dos gols en tres partits amb el club durant la fase de grups de la Svenska Cupen 2012–13 abans del començament de la lliga. Durant la temporada 2014 Johansson va tenir bastanta més participació després que Pontus Jansson va ser traspassat durant el mercat d'estiu. Johansson va jugar 25 partits en lliga i deu a la Lliga de Campions de la UEFA 2014–15, dels quals cinc foren en la fase de grups. Per la seva bona actuació en lliga Johansson fou nominat al premi de defensa de l'any de l'Allsvenskan.

### Gent
El 9 de juliol de 2015, Johansson va deixar el futbol suec per primer cop per fitxar pel K.A.A. Gent de la lliga belga amb un contracte per quatre anys. Se li va assignar el dorsal cinc. Va debutar amb el Gent el 31 de juliol de 2015 en una victòria a casa per 1–0 contra el KRC Genk. Va jugar vuit partits més pel Gent, tots en lliga, abans de deixar el club definitivament el gener de 2016.

### Copenhagen
El 18 de gener de 2016, Johansson va signar contracte amb el Copenhagen de la Superlliga danesa, fins al 2020.

## Estadístiques

### Club
A 18 de gener de 2016.
| Club           | Temporada     | Lliga   | Lliga | Copa    | Copa | Continental | Continental | Total   | Total |
| Club           | Temporada     | Partits | Gols  | Partits | Gols | Partits     | Gols        | Partits | Gols  |
| -------------- | ------------- | ------- | ----- | ------- | ---- | ----------- | ----------- | ------- | ----- |
| Falkenbergs FF | 2008          | 23      | 0     | —       | —    | —           | —           | 23      | 0     |
| Falkenbergs FF | 2009          | 27      | 4     | —       | —    | —           | —           | 27      | 4     |
| Falkenbergs FF | 2010          | 27      | 7     | 1       | 0    | —           | —           | 28      | 7     |
| Falkenbergs FF | 2011          | 21      | 6     | 3       | 1    | —           | —           | 24      | 7     |
| Falkenbergs FF | Total         | 98      | 17    | 4       | 1    | —           | —           | 102     | 18    |
| GAIS           | 2011          | 7       | 1     | 0       | 0    | —           | —           | 7       | 1     |
| GAIS           | 2012          | 27      | 4     | 1       | 0    | —           | —           | 28      | 4     |
| GAIS           | Total         | 34      | 5     | 1       | 0    | —           | —           | 35      | 5     |
| Malmö FF       | 2013          | 17      | 0     | 2       | 2    | 5           | 0           | 24      | 2     |
| Malmö FF       | 2014          | 25      | 0     | 5       | 0    | 10          | 0           | 40      | 0     |
| Malmö FF       | 2015          | 13      | 2     | 4       | 0    | 0           | 0           | 17      | 2     |
| Malmö FF       | Total         | 55      | 2     | 11      | 2    | 15          | 0           | 81      | 4     |
| K.A.A. Gent    | 2015–16       | 9       | 0     | 0       | 0    | 0           | 0           | 9       | 0     |
| K.A.A. Gent    | Total         | 9       | 0     | 0       | 0    | 0           | 0           | 9       | 0     |
| Copenhagen     | 2015–16       | 0       | 0     | 0       | 0    | 0           | 0           | 0       | 0     |
| Copenhagen     | Total         | 0       | 0     | 0       | 0    | 0           | 0           | 0       | 0     |
| Total carrera  | Total carrera | 196     | 24    | 16      | 3    | 15          | 0           | 227     | 27    |

### Internacional
A 17 novembre 2015.
| Equip nacional | Any   | Partits | Gols |
| -------------- | ----- | ------- | ---- |
| Suècia         | 2014  | 1       | 0    |
| Suècia         | 2015  | 7       | 0    |
| Suècia         | 2016  | 0       | 0    |
| Total          | Total | 8       | 0    |

## Palmarès

### Club
Malmö FF
- Allsvenskan: 2013, 2014
- Svenska Supercupen: 2013, 2014

Copenhagen
- Lliga danesa: 2015–16
- Copa danesa: 2015–16